# Idioma portugués en América
El portugués es uno de los tres lenguajes oficiales del Mercosur, hablado por los habitantes de Brasil y otras comunidades más pequeñas a lo largo del hemisferio oeste, lo cual es consecuencia de la inmigración lusitana llegada desde varios países y en varias oleadas a lo largo del territorio americano.

## Distribución geográfica

### En Brasil
Brasil es el país más grande de América en el cual el portugués es hablado, ya que cuenta con una población de aproximadamente 200 millones de habitantes, de los cuales casi todos son hablantes nativos de portugués. El gran tamaño de esta población convierte a la lengua portuguesa en un lenguaje relevante tanto a nivel regional como a nivel mundial.

### En Timor Oriental y Macao
Ciertas investigaciones realizadas en torno a la variación regional y social del portugués brasilero revelan que la lengua es bastante diversa. Para explicar este fenómeno, es importante destacar que Brasil recibió pobladores de Portugal y pobladores blancos de antiguas colonias africanas del Imperio portugués: Timor Oriental, Macao, y pobladores euroasiáticos de Macao y Timor Oriental.

### En Argentina
Argentina fue el primer país hispanohablante miembro del Mercosur en participar del proyecto "Frontier schools". Dicho proyecto implica realizar intercambios con profesores de lengua en Brasil. Además, se requiere a los profesores de secundaria que ofrezcan el idioma Portugués como lengua extranjera.  Esto ocurre de la misma forma para escuelas primarias en provincias limítrofes con Brasil.
Los residentes de las regiones fronterizas de ambos países suelen hablar una mezcla de ambos idiomas conocida popularmente como "portuñol".

### En Uruguay
Uruguay, surgido del conflicto entre los imperios español y portugués y luego entre Brasil y las Provincias Unidas del Río de la Plata, tiene hablantes de portugués en su región norteña. La sigla DPU (Dialectos portugueses de Uruguay) es usada para describir variedades de portugués habladas en esa región. El DPU no está estandarizado y por ello el portugués brasilero sirve de modelo principal para los hablantes uruguayos del idioma, tanto nativos como no nativos. La instrucción en portugués ha crecido en el sistema educativo uruguayo en los departamentos norteños limítrofes con Brasil tales como Cerro Largo, Rivera y Artigas. Allí, la educación se ha vuelto bilingüe combinando español y portugués como lenguajes de instrucción .

### En Paraguay
Paraguay ha estado recibiendo oleadas de inmigrantes brasileros por décadas, conocidos como brasiguayos. A diferencia de Uruguay, los brasiguayos son resultado de una más reciente inmigración, y como tales, son más marcadamente brasileros en su habla y su identidad cultural. Estos inmigrantes tienden a establecerse en las regiones este del país y en su mayoría son originarios del estado brasilero de Paraná. Se estima que el tamaño de estas comunidades oscila en un rango comprendido entre 200,000 a 500,000 personas.

### En Venezuela
Venezuela tiene una comunidad portuguesa grande y prominente, una de las más grandes de Hispanoamérica. 
Su membresía del MERCOSUR aún está pendiente y, con ese fin, el gobierno venezolano ha comenzado a promover la enseñanza de portugués como segunda lengua. Se está buscando que el Portugués esté disponible en el sistema público de enseñanza. 

### En Estados Unidos
En Estados Unidos, el estado de Massachusetts tiene la comunidad más grande de hablantes de portugués. Portugueses, angoleños, brasileros, e inmigrantes de Cabo Verde se han establecido en los Estados Unidos por un par de siglos.

### En Canadá
Canadá ha recibido inmigrantes lusitanos de Portugal principalmente, Angola y Brasil. Los inmigrantes portugueses llegaron por primera vez a Canadá en los años 1950. La mayoría de los Luso-Canadienses están establecidos en Toronto, Ontario, Montreal y Quebec. 
De acuerdo con el censo del año 2006, hay 318,000 canadienses de origen portugués.

### En México
En México, en los estados de Guerrero, Quintana Roo, Jalisco, Nuevo León, Puebla y la Ciudad de México, hay pequeñas comunidades lusófonas que están conformadas por Portugueses, Brasileños, Caboverdianos, Angoleños, Macaenses. Se cree que las comunidades portuguesas de México se originaron tras la llegada de los Judíos Sefardíes en el siglo XVII.

## La importancia del portugués brasileño
En América, es el portugués brasileño el estándar para aprendices y para hablantes no nativos. P.L.E. (Português como língua estrangeira) es la sigla usada para describir la instrucción y el aprendizaje del Portugués como segunda lengua o como lengua extranjera; un término comparable a ESL (English as a Second Language) o E.L.E. (Español como Lengua Extranjera). El perfil internacional creciente de Brasil y la adopción del portugués como un lenguaje oficial del MERCOSUR han creado la demanda de fluidez de portugués en los estados miembros de habla hispana. Esto ha sido acompañado por un crecimiento en la instrucción privada de la lengua portuguesa en los países mencionados. 
El Museo de la Lengua Portuguesa (el segundo museo de lenguas del mundo) está localizado en San Pablo del Brasil, Brasil. El ministro brasilero de educación ha desarrollado una prueba de excelencia en portugués específicamente para Brasil y está basada en la norma brasilera CELPE-Bras. El último acuerdo ortográfico fue ratificado primero por Brasil y aunque requiere ajustes en deletreo, separación silábica, y acentuación de todos los estados miembros de CPLP, el acuerdo favorece a la norma brasilera.

## Medios de comunicación y cultura popular
Las comunidades que hablan portugués dentro de América pero fuera de Brasil, desde Canadá a América del Sur, forman la audiencia primaria para el satélite de televisión Brasilero y Portugués en sus respectivos países. La programación, sean partidos de fútbol, telenovelas, o una variedad de shows, permite a los lusitanos fuera de Brasil acceder a contenido cultural en Portugués y mantenerse informados de los eventos que tienen lugar en Brasil; Rede Globo y RTPi están disponibles a lo largo de toda América.
Inmigrantes de Portugal, Brasil, y África lusitana en América del Norte, América del sur y el Caribe mantienen el portugués en cierto grado como un lenguaje heredado. Programas de televisión, radio, imprenta "étnicas" producidas y publicadas localmente permiten a los inmigrantes lusitanos articular sus realidades en los países anfitriones del portugués.